# Parapophylia
Parapophylia is een geslacht van kevers uit de familie bladkevers (Chrysomelidae).
De wetenschappelijke naam van het geslacht werd in 1922 gepubliceerd door Laboissiere.

## Soorten
- Parapophylia cordicollis Laboissiere, 1924
- Parapophylia laeviuscula Laboissiere, 1922